# James Curtis Hepburn
James Curtis Hepburn (japonsko ヘボン: hebon), ameriški zdravnik, jezikoslovec in misijonar, * 13. marec 1815, Milton, Pensilvanija, ZDA, † 11. junij 1911.
Hepburn je leta 1867 napisal japonsko-angleški slovar, latinske črke, ki jih je uporabil za prevod, pa so postale eden od standardov zapisovanja japonskih besed v latinici, ki jo japonci sicer imenujejo rōma-ji.